# Max Ast
Max Wilhelm Ast (Viena (Àustria), 8 de setembre, 1875 - 9 d'abril, 1964), va ser un compositor i mestre de capella austríac.
Max Wilhelm va estudiar a la Universitat Tècnica, 1907–10 musicologia a la Universitat de Viena. Va rebre classes particulars de composició durant sis anys amb Robert Fuchs. Aleshores oficial tècnic del servei municipal de Viena. Viatjà als Estats Units i 1920–24 era director de banda i director de cor de la fundació d'un MSch. a Fayetteville, Carolina del Nord, juntament amb la seva filla Anita. 1924–35 fou director de programa de música a "RAVAG" (ràdio nacional austríaca), va ser un dels pioners de l'ORF. Des de 1938 va ser líder de bloc de l'Organització Nacional Socialista de Benestar Popular (Nationalsozialistische Volkswohlfahrt).

## Treballs[2]
- 2 òperes (Abbé Innocent, llibret, T: J. Brandt, (1918), Die Blinde , llibret, T: R. Benatzky (1927);
- Obra de conte de fades Die Goldmarie (1941);
- Obres orquestrals (Märchen aus dem Wienerwald, Am Springbrunnen);
- poesia simfònica;

Música de cambra

- quartets de corda, quintet de corda en fa major); peces per a piano Wüstenbilder (imatges del desert); cors; Cançons per a concert i orquestra.

## Escrits[2]
- Assajos a Radio Viena.

## Honors[2]
- Creu d'Oficial de l'Ordre "Corona de Romania” 1933;
- Creu de cavaller de l'Ordre del Mèrit d'Àustria 1935;
- Prof. títol 1954.